# Корнилова, Людмила Николаевна
Людмила Николаевна Корнилова (род. 10 октября 1941) — советский и российский учёный в области космической физиологии, доктор медицинских наук, профессор, академик МАА. Лауреат Государственной премии Российской Федерации (2001).

## Биография
Родилась 10 октября 1941 года в Москве.
С 1958 по 1963 год обучалась в Первом Московском медицинском институте имени И. М. Сеченова.
С 1969 года на научно-исследовательской работе в Институте медико-биологических проблем РАН в качестве аспиранта, младшего, старшего, ведущего и главного научного сотрудника, заведующая сектором и научный руководитель Лаборатории вестибулярной физиологии. Л. Н. Корнилова занималась исследованиями в области  изучения вестибулярной системы с использованием разработанной ей серии компьютерных тестов, которые обеспечивали стимуляцию вестибулярного и зрительного сенсорных входов при постуральных воздействиях, занималась формированием методологических принципов вестибулярной функции и межсенсорных взаимодействий. Эти методики применялись в модельных и клинических условиях, а так же на космических орбитальных станциях, в том числе на Международной космической станции, «Мир» и «Салют».

### Научно-педагогическая деятельность и вклад в науку
Основная научно-педагогическая деятельность Л. Н. Корниловой была связана с вопросами в области физиологии сенсорных систем, космической физиологии и вестибулологии. Под её руководством была разработана классификация типов и форм вестибулярных нарушений и адаптивных процессов в межсенсорных взаимодействиях в условиях измененной гравитации, ей была сформулирована концепция функционирования вестибулярной и сенсорной систем в условиях измененной гравитации. Л. Н. Корнилова является членом Российского физиологического общества, Российского общества оториноларингологов, Международного общества по гравитационной физиологии (International Society for Gravitational Physiology) и академик Международной академии астронавтики. 
В 1974 году защитила кандидатскую диссертацию по теме: «Функция восприятия пространственных координат у космонавтов после космических полетов и в модельных экспериментах», в 1997 году — докторскую диссертацию на соискание учёной степени доктор медицинских наук по теме: «Вестибулярная функция и межсенсорное взаимодействие в условиях измененной гравитации». В 1997 году ВАК  ей присвоил учёное звание — профессор, действительный член Международной академии астронавтики. Л. Н. Корнилова являлась автором более двухсот научных трудов и восьми монографий, была автором девяти патентов и свидетельств на изобретения.

## Основные труды
- Вестибулярная функция и межсенсорное взаимодействие в условиях измененной гравитации. - Москва, 1998. - 104 с[3]

## Награды
- Медаль «Ветеран труда»[1][2]
- Государственная премия Российской Федерации (2001 — За работу «Управление движением при сенсорных нарушениях в условиях микрогравитации и информационное обеспечение максиминного контроля качества визуальной стабилизации космических объектов»)[4]
- золотая и бронзовая медали ВДНХ[1][2].
- золотая медаль Венгерской и Чехословацкой академии наук[1][2].